# Liplje, Kamnik
Liplje este o localitate din comuna Kamnik, Slovenia, cu o populație de 18 locuitori.